# Balthasar von Aachen
Balthasar von Aachen, auch Balthasar von Achen,  Balthasar Aichen (vor 1592 – nach 1617) war ein deutscher Steinmetz. Er war Ende des 16. Jahrhunderts und zu Beginn des 17. Jahrhunderts in Köln tätig.
1592 wurde er dort als Meister aufgenommen und ist 1617 als Werkmeister des Ratsherren Ditmar Wickede nachgewiesen.

## Quelle
- Allgemeines Künstlerlexikon. Band 1. K. G. Saur, München/Leipzig 1992.

| Personendaten    | Personendaten                           |
| ---------------- | --------------------------------------- |
| NAME             | Aachen, Balthasar von                   |
| ALTERNATIVNAMEN  | Achen, Balthasar von; Aichen, Balthasar |
| KURZBESCHREIBUNG | deutscher Steinmetz                     |
| GEBURTSDATUM     | vor 1592                                |
| STERBEDATUM      | nach 1617                               |